# برادفورد أنغير
برادفورد أنغيّر (بالإنجليزية: Bradford Angier)‏ هو كاتب أمريكي، ولد في 13 مايو 1910، وتوفي في 3 مارس 1997.